# Fiktionsskrivning
Fiktionsskrivning er den proces hvori en eller flere forfattere udformer et manuskript til et fortællingsmedie, som f.eks. bøger, teater, film eller tv-serier. Emnet begår sig blandt andet i historiens præsentation, plot- og karakterudvikling, samt hvornår og hvordan følgepersonernes aktiviteter beskrives og begrundes.

## Historiekonstruktion
Det klassiske koncept for historiekonstruktion har været defineret i årtusinder: Der er en begyndelse, en midte og en afslutning. I begyndelsen introduceres almindeligvis hovedpersoner, miljøet og grundlæggende handling – som regel et problem hovedpersonen skal løse – og i historiens midte udspiller sig de begivenheder, der leder til hovedpersonens klimaks – problemets løsning – i afslutningen.

### Film
Film har normalt halvanden til to timer til at fortælle en historie. Dette giver begræsninger sammenlignet tv-serier og bøger, og alligevel udgør dette fortællingsmedie en massiv portion af underholdningsbranchen. Film baseret på bøger er sjældent ligeså detaljeret, men manuskriptforfatteren har udpeget det mest essentielle og nødvendige for at fortælle historien tilstrækkeligt og korrekt. Nogle gange må vigtige eller elskede scener udelades, og selv herefter sker det at scener klippes fra under post production.
Film giver historiefortællere mange elementer at arbejde med, men for at helheden skal fungere må delene heraf ikke være af lav kvalitet. Filmmediet lader fortælleren klippe skarpt mellem scener, og i scener isoleret lade kameravinklen skabe fokus på det ønskede. I en dialog mellem to karakterer peger kameraet som regel på den talende; I en teaterforestilling kan der opstå forvirring hvis mange forskellige personer deltager i en dialog med relativt korte sætninger.
For at fremhæve det følelsesmæssige aspekt, underbevidst som bevidst, kan filmproducerne benytte lyde, musik og lystoner. En "tear jerker"-scene (en scene der "fremtvinger tårer") har ikke nødvendigvis samme effekt i en bog, som den har i en film med musik og lyssætning; En bog kan også have sværere ved at skabe chokeffekter, fremhæve humor gennem dialekt og accent, o.l.

### Tv-serier
Tv-serier har i modsætning til film meget tid til at fortælle en historie; Ofte så meget at de kritiseres for at være langtrukne, da der i reglen er et bestemt antal afsnit af en bestemt længde, der skal udfyldes. For alligevel at kunne holde på seerne bruges i f.eks. spændingsserier en række teknikker der vækker menneskets nysgerrighed, som regel ved ikke at slutte en spændende situation allerede i situationens oplæg.
For at spare på historie eller undgå den bliver langtrukken skabes der med mellemrum clipshows og filler-afsnit. Clipshows er en sammenklipning af scener fra flere tidligere afsnit; Det hænder at de faktisk har lidt historie i sig selv til at forklare sammenhængen og mønsteret mellem klippene. Et eksempel er et afsnit af The Simpsons hvor Marge Simpson forgæves fortæller Bart og Lisa om "gode kærlighedshistorier." Heraf bestod handlingens majoritet af klip fra tidligere Simpsons-afsnit omhandlende familiens midlertidige kærlighedsforhold. Filler-afsnit har historier der ikke konstruktivt bidrager til seriens overordnede handling og i stedet centrerer sig om en egentlig overflødisk sidehistorie. Fans og seere forkaster ikke konsekvent denne slags afsnit, eftersom de kan give interessante perspektiver omkring en person eller et ikke dybere behandlet emne i serien.

### Bøger
Bøger er som oftest detaljerede historiefortællinger med fyldige beskrivelser af karakterer, handling og miljø. Bøger adskiller sig fra mange andre underholdningsmedier ved at overlade meget til modtagerens egen forestilling. Det giver både fordele og ulemper for forfatteren, der i nogle situationer skal være påpasselig med oplysninger der kan fortolkes vidt forskelligt, men samtidig behøver han/hun ikke tage højde for enhver detalje i det visuelle miljø, sådan som man behøver på f.eks. et filmsæt.
Forfattere har vidt forskelligt fortællertempo og der er ikke nogen defineret eller fastlagt regel for hvad der er korrekt. En roman på 150 sider kan forklare 40 år, såvel som en bog på 500 sider kan dække 40 timer.

### Teater
Teater har været anvendt underholdning gennem mange århundreder. De har i omegnen af et par timer til at fortælle historien, men i modsætning til film kan der ikke klippes skarpt mellem scenerne, der i stedet skal opsættes hver især. Moderne teaterbygninger er dog optimeret til disse sceneskift.

### Tegneserier
Tegneserier benytter sig ligesom film og tv-serier af visuelle udtryksmåder men er ofte også tekstbaserede. Det giver tegnerne muligheder for kombinationer, ligesom nogle ting bedre kan anskueliggøres f.eks. i form af kort eller portrætgallerier.
Til gengæld er det at lave tegneserier som oftest en bundet opgave fysisk; en daglig avisstribe har ofte højst plads til fire billeder, et vesteuropæisk tegneseriealbum har normalt præcist 44 sider til rådighed for serien. For album kan det omgås ved at længere historier deles ud på flere album, mens kortere kan samles i et. Men igen gælder at slutfacit skal være deleligt med 44, hvilket der må tages højde for allerede ved manuskriptskrivningen, da man ellers risikerer at sætte måneders tegnearbejde på spil.
Men inden for de fysiske rammer er det som udgangspunkt stort set kun tegnerens evner og fantasi, der sætter grænser. Alt fra fjerne galaxer over kaninsamuaier og de nordiske guder til kærlighedsaffærer i gymnasiet kan gengives uden hensyn til det fysisk og økonomisk mulige.

### Computerspil
Mange computerspil benytter sig af historiefortælling. Det kan være en simpel eventyrfortælling, som brugt i Super Mario, hvor en kidnappet prinsesse skal reddes, eller det kan være komplicerede historier med et større plot, som set i StarCraft. I Super Mario kender spilleren historien og dens forventede klimaks fra begyndelsen, og der er som sådan ikke nogen udvikling eller plot twists i forløbet. I StarCraft udvikler historien sig over kampagnerne, og spilleren får en bid af udviklingen mellem hver bane, og til tider mindre udvikling i selve banerne. Computerspil anvender blandt andet dialog både i og uden for banerne, såkaldte cinematics og animationer i selve spillet til at fortælle deres historie. Af og til hyres deciderede forfattere til at skrive spillenes historier, hvilket blandt andet blev gjort for det danske successpil, Hitman: Codename 47[kilde mangler].

## Fortæller & roller
Fortælleren er enten førsteperson eller tredjeperson, og er enten altvidende eller har en begrænset viden. En førstepersonsfortæller kan ikke være altvidende uden situationen er ulogisk, men typen giver forøget nærhed til hovedpersonen og samtidig kan vedkommendes tanker, overvejelser og følelser tages i nøjere betragtning. Tredjepersonen kan være altvidende eller ligeledes begrænset vidende. Ydermere, er tredjepersonsfortælleren af og til en usynlig iagttager der beretter om de udspillende begivenheder. En forfatter veksler som udgangspunkt ikke mellem de to fortællertyper, men pga. den kreative frihed er det ikke en ulovlighed. F.eks. gengiver James Bond-forfatteren Ian Fleming Secret Service-rapporter i deres fulde ordlyd i både Casino Royale og The Man with the Golden Gun.

### Hovedpersoner
Hovedpersoner, ofte også kaldet protagonister, er de personer modtageren primært følger, og de personer der driver historien fremad. Hovedpersonens direkte modstander kaldes ofte for en antagonist, da denne vil forsøge at modarbejde hovedpersonens fremdrift. Antallet af hovedpersoner varierer fra en til langt over ti – som regel noget der afmålt ud fra nødvendigheden, historiens omstændigheder og ikke mindst historiens længde. En forfatter forsøger gerne at ramme en balance mellem at have det nødvendige og ønskede inkluderet, men uden at informationsmængden forvirrer modtageren.
Brugen af flere hovedpersoner giver fortælleren mulighed for at ændre perspektiv, hvad enten der er tale om meningsfortolkning eller oplevelser. Ved anvendelsen af flere følgepersoner gives også muligheden for simultane handlingsforløb, og i givet fald også variation. Skiftene mellem disse handlingsforløb kan ske mellem afsnit og kapitler, men to forløb kan også formidles efter hinanden. J.R.R. Tolkiens Ringenes Herre: De To Tårne er et eksempel herpå, hvor man i første halvdel af bogen følger Aragorn, Gimli, Legolas' historie – og i sidste halvdel Frodo og Sam Gammegod – dette til trods for de plotmæssigt udspiller sig samtidig. Flere eksperter har udtalt at denne teknik kan være risikabel for historien, hvis den ikke er anvendt på en sober facon.
Hovedpersonen er ikke bare modtagerens støttefigur, men også tit udformet så modtageren forbinder sig selv med vedkommende, eksempelvis gennem traumatiske oplevelser eller karakteristiske personlighedstræk. Hovedpersonen er i tilfælde af så indflydelsesrig betydning at modtageren ikke vil acceptere historien hvis vedkommende forsvinder. I det oprindelige udkast til Lost døde de facto-hovedpersonen Jack Shephard (Matthew Fox) i pilotafsnittet; Førstehåndsresponsen til dødsfaldet var at seeren ville miste sit tillidspunkt i serien, og derfor forkastede man idéen. Modtageren kan også forkaste en hovedperson hvis vedkommende fremstår stereotypt eller hvis karakterens udformning, motiver og alibi er utroværdige. Hovedpersoner bidrager også til at holde modtageren fanget; Da Tomb Raider blev designet i 1995, mente man at en mandlig hovedrolle i det Indiana Jones-inspirerede spil ville være for "uoriginal," og derfor skabte man den intelligente, hårdføre Lara Croft. Toby Guard, der skabte Croft, bemærkede under processen at hans kollegaer ofte foretrak at spille med kvindelige personer i spil, hvor man selv vælger figur.

### Biroller
Biroller er roller der er mindre – ikke nødvendigvis mindre betydningsfulde – end hovedrollen. De modelleres gerne således, at de bidrager til historiens fremdrift, eksempelvis ved at katalysere protagonistens motivation. En bankrådgiver der kun figurerer i en enkelt scene ville være en birolle, men skal han fortælle hovedpersonen at han/hun er gået fallit, og at dét faktum gør at hovedpersonen røver en tankstation, så har rådgiveren alligevel tjent et formål.
Andre biroller er med til at danne hovedpersonernes omgivelser. I serier vil det være familie, venner, naboer, kollegaer og klassekammerater, der vil udgøre en nogenlunde fast gruppe. Ofte (og især i tegnede medier) vil de enkelte i sådanne grupper være bundet op på bestemte fysiske og psykiske egenskaber, f.eks. en klog med briller, en stærk sorthåret, en flot rødhåret etc. Deres relationer til hovedpersonen og hinanden og reaktioner i givne situationer er ofte med til at skubbe handlingen fremad. Omvendt kan de også blot ved deres tilstedeværelse ved starten og slutningen af en historie signalere, at hovedpersonen er hjemme, og alt er ved det gamle.

### Arketyper
Virkelighedens mennesker er komplicerede væsener med mangeartede følelser, baggrunde, handlemåder, udtryksmåder og udseende. Ved skabelse af fiktion kan den slags imidlertid være svært at håndtere, ikke mindst fordi de enkelte figurer helst skal kunne introduceres hurtigt og klart, så man kan komme videre med den egentlige handling. Derfor ender man ofte med i større eller mindre omfang at benytte sig af arketyper dvs. figurer, der hovedsageligt er bundet op på bestemte karakteregenskaber og nogle gange også udseende. Navnlig ved bifigurer benyttes det, da det gør det nemt at skelne den ene fra den anden, samtidig med at man ved passende kombinationer af de forskellige typer kan skabe grundlag for en række historier. Tilsvarende gælder hvis hovedpersonerne er en gruppe.

## Fiktionselementer
Brugen af hovedroller, biroller, osv. er vigtig for historiens fremdrift, og i det hele taget det som er med til at kanalisere handlingen til modtageren. Hovedpersonerne er dem der dominerer fortællingen, som modtageren oplever det. Ikke nødvendighed i den faktisk historie. Man kan godt følge en enkelt person gennem en verdenskrig, men den enkelte har ikke nødvendigvis nogen betydelig indflydelse i "det store billede." Biroller eksempelvis informere, med- eller modarbejder hovedpersonerne, og er på den måde med til at drive handlingen fremad.
Plottet er den struktur handlingen følger, dvs. sorteringen og den faktiske fremtoning af dens elementer. Handling er opbygget af scener, der igen typisk er opbygget af en begyndelse, en midte og en slutning. Udviklingen af et plot sker enten før eller under skrivearbejdet, og metoden er op til den enkelte forfatter. Ringenes Herre blev opdigtet hen ad vejen, mens Lost har haft hele sin overordnede handling planlagt fra begyndelsen.
Miljøet er kort fortalt den tid og det sted historien udspiller sig. En forfatter kan basere sin historien på såvel en faktuelt korreket tidsalder og historisk begivenhed, som han/hun kan basere den i en fjern drømmeverden uden referencer til virkeligheden. Nogle forfattere involverer meget faktuelt korrekt information i deres historier, bl.a. Dan Brown, og afleder det over i sin egen fortælling. George Lucas derimod har skabt sit helt eget, isolerede univers, hvor han frit kan definere og udarbejde de regler og definitioner der skal gælde der.
Miljøbeskrivelsen har i situationer ofte meget at sige for modtagerens opfattelse og forståelse af de personer der begår sig i det. Det kan synes mere troværdigt at der handles med narkotika i en mørk gyde, end ved en royal gallamiddag. Hvis hovedpersonen for eksempel er vokset op i et hårdt kriminelt miljø, kan det eventuelt opbakke troværdigheden ved at han selv bliver kriminel. Mange forfattere opsøger dog også overraskelsesmomentet, og søger at skabe det uventede, hvorfor personer i modstrid med deres miljø og opvækst, over en tidsperiode ændrer sig i adfærd og personlighed.
Temaet er en gennemgående idé eller gennemgående budskab ved historien. En romantisk historie vil eksempelvis gøre sig i et kærlighedstema, osv.
En forfatter bruger bevidst eller ubevidst, en særlig "stemme" og tone i sit sprog, der er med til at danne historiens karakter og stemning. Det kan formodes at kun de færreste accepterer en mytologisk vikingefortælling, skrevet i sprog man ellers ville have brugt til fjernfremtids science-fiction. Sproglig stil defineres blandt andet ud fra ord, grammatik og flow. Blandt andet kan et aktivt sprog bidrage til at gøre stilen mere kontant og direkte; Få sproget til at virke "stærkere."

## Fortællingselementer

### Handling og beskrivelse
Handlingen er en af de centrale elementer i en fortælling, og den kan berette om alt fra en arm der løftes i vejret til en planet der eksploderer. Afhængigt af medie har forfatternes beskrivelse af handling forskellige formål. I et filmmanuskript skal handlingsbeskrivelsen forklare udelukkende hvad der kan ses. I bøger kan handlingsbeskrivelsen også inkludere baggrund, for eksempel: "Hun løb ned ad vejen, i håb om at finde sin hund." Handlingen er at hun løber ned ad vejen, mens hendes håb er en katalysator for udførelsen, den bagvedliggende motivation og forventning.
Beskrivelser beretter om et scenarie, en genstand eller en persons udseende. I bøger skal den bidrage til modtagerens mentale iscenesættelse af scenariet. Det er i særdeleshed denne faktor der gør at to personers visuelle opfattelse af en bog aldrig vil være identisk, hvilket eksempelvis ikke er tilfældet med en film. Det er vigtigt for forfattere at finde en balance mellem at beskrive nøjagtig hvad de har i hovedet og hvad modtageren har brug for at vide, uden beskrivelsen bliver langtrukken. I manuskripter til film og tv-serier er scenarie-, genstand- og personbeskrivelser med for at give planlæggere, skuespillere, osv. en idé om eksempelvis hvilken slags tøj en rolle skal bære og hvor historien udfolder sig.

### Monolog og dialog
Monolog er en envejskommunikation hvor en person snakker, uden at få svar. Dialog er konversation mellem to eller flere parter. Dialog anvendes til at drive handlingen fremad, give indblik i personernes motivation, intention og forklaringer, samt at skabe konflikt og intensitet. Personer har typisk forskellige måder at snakke på, eksempelvis kan én figur snakke på en royal, fornem vis, mens en anden kan have en rebelsk og nedladende udtryksmåde. I bl.a. teater, film og lydspil kan en rolle også præges af dialekt og accent.

### Drømme og visioner
Drømme, visioner, flashback- og forwards anvendes til eksempelvis at mystificere, klargøre, erindre eller genfortælle en relevant tanke, handling eller samtale. I Star Wars Episode III: Sith-fyrsternes hævn er Anakin Skywalkers fortolkning af drømme i bund og grund basis for at han vender til den mørke side. Flashbacks bruges til naturligt og jordnært at berette en persons fortid. Drømme, visioner og flashbacks kan i film, visuelt, være anderledes fra resten, eksempelvis ved at en diffus, gråtonet eller "bølgende" profil.

## Fanfiktion
Fanfiktion er uofficiel udbyggelse af et fiktiv univers eller en fortælling. Inden for flere franchises er fanfiktion blevet en populær kanal, herunder Star Wars. Fanfiktion kan skrives af som helst, og udgives eksempelvis på internettet hvor det kan deles med andre fans. I denne slags fiktionsskrivning benytter forfatteren typisk personer og/eller miljø, tema og stil, og afleder med hjælp derfra en sideløbende historie, der ikke nødvendigivis har relevans for den originale fortællings plot.

## Fodnoter
1. ↑  Ekstramateriale til Lord of the Rings: The Two Towers
2. ↑  Bonusmateriale til Lord of the Rings: Eventyret om Ringen (Extended Edition)
3. ↑  Lost: The Complete First Season